# Ngọc Diễm (Hoa hậu Du lịch Việt Nam 2008)
Ngọc Diễm (tên đầy đủ: Phan Thị Ngọc Diễm, sinh ngày 14 tháng 7 năm 1987 tại Thành phố Cam Ranh, Khánh Hòa) là một hoa hậu, người dẫn chương trình và nhà hoạt động xã hội người Việt Nam, từng đăng quang Hoa hậu Du lịch Việt Nam 2008 và là đại diện Việt Nam tham dự cuộc thi Hoa hậu Du lịch Quốc tế 2008.
Cô theo đuổi con đường kinh doanh, là nhà hoạt động xã hội và là một MC chuyên nghiệp cho các sự kiện lớn.

## Cuộc thi sắc đẹp

### Hoa hậu Du lịch Việt Nam 2008
Vượt qua 35 người đẹp toàn quốc, Ngọc Diễm đoạt vương miện cuộc thi Hoa hậu du lịch Việt Nam trong đêm chung kết diễn ra vào tối 2/8 tại Nhà thi đấu Phan Đình Phùng, Thành phố Hồ Chí Minh
. Phần thưởng dành cho hoa hậu Phan Thị Ngọc Diễm là 100 triệu đồng cùng chuyến du lịch châu Âu. 

### Hoa hậu Du lịch Quốc tế 2008
Với danh hiệu Hoa hậu Du lịch Việt Nam, người đẹp Khánh Hòa trở thành đại diện của Việt Nam tham dự cuộc thi Hoa hậu Du lịch Quốc tế 2008.
Sau đó, Ngọc Diễm cũng đã được công ty Elite đề cử tham gia cuộc thi Hoa hậu Trái Đất 2008 và trên trang fanpage chính thức của cuộc thi cũng đã đăng tải hình ảnh kèm thông tin cá nhân của cô nhưng cô không kịp gửi hồ sơ lên Cục Nghệ thuật - Biểu diễn. Không lâu sau, Ban tổ chức cũng gỡ bỏ thông tin của cô và Việt Nam chính thức rút lui khỏi cuộc thi.

## Danh hiệu, giải thưởng
- Hoa hậu Du lịch Việt Nam 2008
- Hoa khôi Đại học Ngoại thương 2008
- Sinh viên Tài năng Đại học Ngoại thương 2008
- Giải Ba Tiếng hát Sinh viên Ngoại thương 2008 - Bảng Nhóm ca
- Giải Ba Tiếng hát Học sinh-Sinh viên tỉnh Khánh Hòa 2004
- HCV, HCB, HCĐ đá cầu cấp tỉnh Khánh Hòa
- Giải Ba Học sinh giỏi Quốc gia môn Địa lý
- Giải Khuyến khích Học sinh giỏi cấp tỉnh môn Văn
- Học bổng Nữ sinh Tài năng Việt Nam 2004

## Điện ảnh
- Phim "Tham vọng", đạo diễn Xuân Cường

## Dẫn chương trình
Từ sau khi đăng quang, Ngọc Diễm thử sức ở vai trò dẫn chương trình truyền hình và được khán giả yêu mến.
Các chương trình Ngọc Diễm làm MC:
- Miss Ngôi sao 2012[3]
- Hoa hậu Các dân tộc Việt Nam 2013
- Hoa hậu Hoàn vũ Việt Nam 2015
- Hoa hậu Bản sắc Việt Toàn cầu 2016
- Hoa hậu Hoàn vũ Việt Nam 2017